# Chinese Times

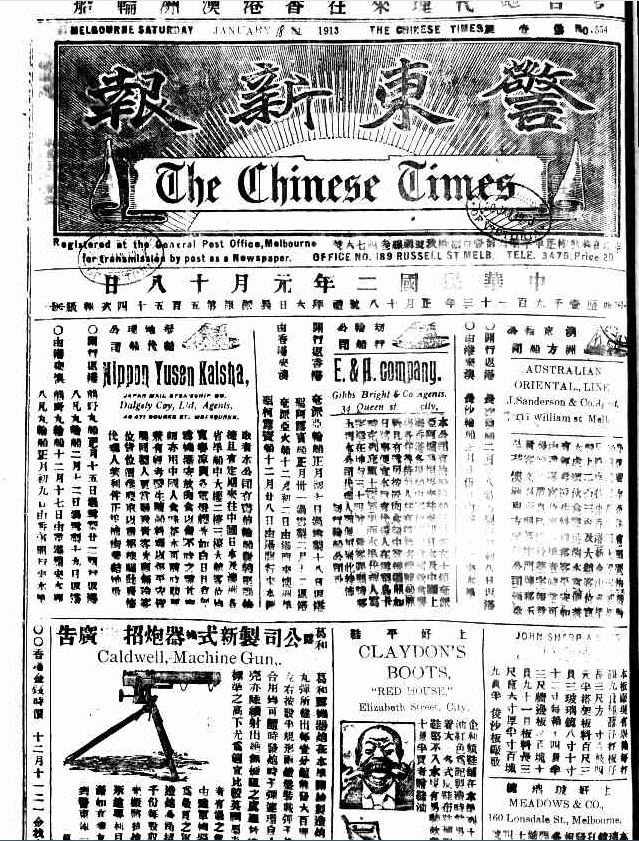
Página do jornal publicada em 18 de janeiro de 1913.

Chinese Times foi um jornal de língua chinesa estabelecido em Melbourne, Austrália, em 1902. O nome do jornal alterou com o decorrer do tempo: originalmente, denominava-se 愛國報 Aiguobao ("Jornal Patriótico", 1902-1905), seguindo por 警東新報 Jingdongxinbao (1905-1914), 平報 Pingbao (1917) e 民報 Minbao (1919-1922). Na época de sua criação, era o único jornal de língua chinesa situado em Melbourne, compondo um grupo de três na Austrália, juntamente com Chinese-Australian Herald e Tung Wah Times, ambos publicados em Sydney. Desde 1919, foi o jornal oficial do Kuomintang na Austrália. Mudou-se para Sydney em 1922, onde continuou a ser publicado até 1949.
A primeira edição ocorreu em 5 de fevereiro de 1902. Foi publicado semanalmente, inicialmente às quartas-feiras; contudo, a partir de fevereiro de 1905, começou a ser publicado aos sábados. Interrompeu a publicação em algumas ocasiões, inclusive em 1907, entre 1915 e 1919, e entre 1920 e 1922.

## Editoria
O editor fundador e proprietário foi Zheng Lu, também conhecido como Thomas Chang Lucas. Zheng tinha sido editor do Tung Wah entre 1899 e 1901, mas suas opiniões republicanas tornou-se uma fonte de tensão no estabelecimento, resultando em sua saída para começar seu próprio jornal.
Em 1905, Zheng vendeu o Chinese Times para Ruan Jianzhai. Dois anos depois, as publicações foram encerradas temporariamente devido a dificuldades financeiras; contudo, no ano seguinte, retornou pela Associação da Reforma do Império Chinês como um órgão do movimento republicano, com Lew Goot-chee (Liu Dihuan) e, posteriormente, Wong Shee Ping (Wong Yue-kung) atuando como editores. Em 1919, o jornal foi transferido para a filial do Kuomintang, em Melbourne. Em 1922, mudou-se para Sydney, inicialmente com Wong como editor. Ele continuou a ser publicado até o final da Segunda Guerra Mundial.

## Política
O Chinese Times era crítico da dinastia Qing, encorajou seus leitores a apoiar a reforma e, de acordo com o historiador Morag Loh, "em 1910 era abertamente republicano". Desde 1919, foi a publicação oficial do Kuomintang na Austrália. Era frequentemente crítico do Tung Wah Times, que apoiava uma monarquia constitucional.
Além de incentivar seus leitores a apoiar a causa republicana na China, o jornal documentou a discriminação enfrentada pelo povo chinês que vivia na Austrália e os efeitos da Política da Austrália Branca, que entrou em vigor em 1901.

## Publicação deThe Poison of Polygamy
Em 1909 e 1910, o Chinese Times publicou, em forma de série, o romance de Wong Shee Ping, The Poison of Polygamy, que é considerado o primeiro romance em língua chinesa a ser publicado na Austrália e possivelmente no Ocidente. Uma edição bilíngue do romance, reproduzindo a tradução original em chinês clássico e uma tradução em inglês de Ely Finch, foi publicada pelo Jornal da Universidade de Sydney em 2019.

## Digitalização
A Biblioteca Nacional da Austrália e a Biblioteca Estatal de Vitória digitalizaram o Chinese Times como parte do projeto Herança Chinesa da Federação Australiana. As cópias digitalizadas abrangem 1902 a 1922 e podem ser acessadas via Trove. Existem poucas cópias restantes conhecidas desde 1922, quando a redação do jornal se mudou para Sydney.